# Massarina berchemiae
Massarina berchemiae är en svampart som beskrevs av Petr. 1952. Massarina berchemiae ingår i släktet Massarina och familjen Massarinaceae.   Inga underarter finns listade i Catalogue of Life.